# Караванський Святослав Йосипович
Святосла́в Йо́сипович Карава́нський  (24 грудня 1920, Одеса — 17 грудня 2016, Балтимор, США) — український мовознавець, поет, перекладач, журналіст, автор самвидаву. Довголітній в'язень радянських таборів СРСР 1944–1960, 1965–1979. Член ОУН.
З 1979 р. був в еміграції.

## Життєпис
Народився 24 грудня 1920 року в місті Одеса в родині інженера.
Середню школу закінчив в Одесі 1938 року. Вчився в Одеському індустріальному інституті, а з 1939 року — ще й на заочному підвідділі інституту чужоземних мов. Ще в шкільні роки почав писати вірші й оповідання, деякі з них публікували в піонерській пресі. Навчаючись в інституті, Караванський робить перші спроби перекладу, мріє трудитися літературою.
У 1940 р. полишає інститут і самохіть іде до війська, щоб, відслуживши, вступити на філологічний факультет університету. В липні 1941 року частина, в якій служив Святослав, потрапила в оточення німецьких військ у Західній Білорусі. Уникнувши полону, Караванський повертається на початку 1942 року в Одесу, вступає на літературний факультет університету, де зближується з гуртком української молоді, пов'язаної з ОУН. Член ОУН (б) від січня 1943 року під псевдо «Бальзак». Караванський очолював ланку з двох інших оунівців і претендував на посаду господарчого референта в обласному проводі. Організовує книгарню української літератури «Основа», а виторгувані гроші передає на потреби гуртка й українського театру. Його переслідує румунська сигуранца.
В 1944 році виїздить до Румунії, звідки в липні того ж року нелегально повертається у зайняту радянською армією Одесу (групу було скинуто на парашутах для ведення підривної діяльності в радянському тилу). Але третього ж дня після повернення, при спробі відновити зв'язок з колишніми гуртківцями, Караванського заарештували. Під час слідства його обіцяли звільнити, якщо буде доносити про настрої студентської молоді, однак він відмовився.

## Життя в таборах
У 1945 р. військовий трибунал Одеського військового округу засудив Караванського до 25 років позбавлення волі. Карався в багатьох таборах — будував залізницю на р. Печорі, рубав ліс коло Магадану, добував золото на Колимі, будував магістраль Тайшет — Лена, шив одяг у Мордовії.
Коли умови в таборах після смерті Сталіна пом'якшали, Караванський береться за свою давню мрію — літературну працю й багато пише — вірші, віршовані казки, п'єси, перекладає. Деякі з його творів навіть публікували в центральних виданнях («Літературна Україна»). 1954 року розпочинає велику роботу над Словником українських рим.
19 грудня 1960 року, після 16 років і 5 місяців ув'язнення, Караванського звільняють постановою Дубравного ВТТ (виправно-трудовий табір) — на підставі ст. 2 Указу про амністію від 17 вересня 1955 року термін ув'язнення Караванського скорочений наполовину, тобто на 12,5 років. Він повертається до Одеси, працює механіком ремонту обчислювальних машин, перекладачем у редакції обласної газети «Чорноморська комуна», позаштатним кореспондентом журналу «Україна», виїздить на заробітки до республіки Комі тощо. Закінчує працю над Словником рим української мови, що складався з 1 000 друкованих сторінок. Досі в Україні не існувало подібного видання. Словник містить близько 60 000 римованих пар, що автор склав сам, а не взяв із творів поетів. Ця праця має велике значення для розвитку літературної й мовної культури України. Караванський багато перекладає з англійської мови, друкує книжку «Біографії слів», часто виступає з дописами про мову. 1961 року одружився з Ніною Строкатою. У 1962 р. вступив на заочний підвідділ філологічного факультету Одеського університету.
Караванський брав активну участь у громадському житті країни: збирав українські книжки для Кубані, пропонував організувати всенародні врочистості до ювілею М. Лисенка, виступав за дублювання фільмів українською мовою тощо. У 1965 р. занепокоєний ростом русифікації шкіл і ВНЗ, написав статтю «Про одну політичну помилку», став автором самвидаву. Після цього 4 вересня 1965 року проведено обшук, 13 листопада — арешт. Оскільки не було жодного формального приводу для суду над Караванським, то на подання КДБ Генеральний прокурор СРСР Р. Руденко опротестував його звільнення за амністією. Без суду і розслідування Караванського відправили й далі відбувати 25-річний термін (8 років і 7 місяців) у таборах суворого режиму. Караванський 5 разів оголошував голодування протесту, у Володимирській тюрмі зібрав свідчення в'язнів — учасників і свідків розстрілу польських офіцерів у Катині, підготував про це статтю, щоб передати її на волю. Влітку 1969 р. його було заарештовано в тюрмі й там же засуджено додатково ще на 5 років тюрми та 3 роки таборів особливо суворого режиму.

Святослав і Ніна Караванські (Ніна Строката), 1980

У грудні 1971 року заарештовують дружину Ніну Строкату-Караванську, яка допомагала Святославу. В травні 1972 року її засуджують на 4 роки таборів.
Усього Святослав Караванський провів у радянських таборах 30 років. Деякий час відбував покарання з легендарним сотенним УПА Березівської сотні Карпатського куреня військової округи «Говерля» ТВ-21 «Гуцульщина» Мирославом Симчичем «Кривоносом». У листопаді 1979 року емігрував разом з дружиною до США. Вів громадську й наукову діяльність, опублікував низку праць із мовознавства. 1993 року в Києві вийшов його «Практичний словник синонімів української мови», 1998 року — «Російсько-український словник складної лексики».

## Літературна творчість
Вірші та оповідання почав писати у школі, деякі з них публікувалися в піонерській пресі. Після смерті Сталіна умови в таборах пом'якшали, Святослав взявся за літературну працю. Писав вірші, віршовані казки, п'єси, перекладає з англійської. Деякі з його творів публікувалися навіть у газеті «Літературна Україна». 1954 року розпочав велику роботу над «Словником українських рим».
Караванський багато перекладав, підготував книгу «Біографія слів», часто виступав з дописами про мову, підготував до видання збірку гуморесок і фейлетонів, перекладав для журналу «Дніпро» роман «Джейн Ейр» Шарлотти Бронте, у 2004 році закінчує розпочатий іще в таборі «Словник українських рим» (близько 1 000 друкованих сторінок).

## Боротьба за мову
Святослав Караванський опублікував уже в часи свободи численні розвідки, в яких засуджує «знущання з української мови» та правопису. Ось що Караванський пише про Правопис-90:
|  | Зміни, допущені Правописом-90, радше косметичні, а не спрямовані на відродження самобутніх рис української мови. 1. Розреклямована реабілітація літери Ґ насправді мильна бульбашка. Літеру Ґ допущено до вживання у яких двох-трьох десятках переважно маловживаних слів. Правопис декларує: „У власних назвах іншомовного походження етимологічний звук Ґ у вимові й на письмі передаватиметься традиційним (?) Г, проте збереження Ґ у вимові не вважатиметься порушенням ортоепічної норми“. Іншими словами, літеру Ґ запроваджено косметично, для показухи. Щождо географічних назов і прізвищ, то там має й далі писатися Г: Біг Бен, а не Біґ Бен, Грімм, а не Ґрімм, Гданськ, а не Ґданськ. Постає питання навіщо літера Ґ в українській абетці? Щоб її й далі не використовувати? На мою думку, укладачі Правопису-90, а вірніше їхні високі зверхники з ЦК КПУ, погодилися на запровадження літери Ґ для заспокоєння громадськости в Україні та діяспорі, і заразом зробили все, щоб написання імен та географічних назов ув українському правописі нічим не відрізнялося від російського написання. Запровадження літери Ґ в українському правописі мало б повернути належне місце й літері Г, яку досі у багатьох словах замінювано на літеру X: Хельсінкі замість Гельсінкі, Хаммер замість Гаммер, Ханна замість Ганна. Аж ні. Правопис-90 зберіг проімперську практику перекладу іншомовної „Н“ як Х. Слова Гельсінкі, Гантер, Гофман і далі писатимуться Хельсінкі, Хантер, Хофман. Комісія подбала, щоб у написанні власних імен не було жодних розбіжностей з російським правописом. 2. Ряд інших змін — це усунення правописних розбіжностей, а не правописного погрому 30-х років. 3. Усунувши деякі малоістотні розбіжності, Правопис-90 не зачепив кричущих перекручень погромних часів |

.

## Державні нагороди
- Орден «За мужність» I ст. (8 листопада 2006)[8] — за громадянську мужність, самовідданість у боротьбі за утвердження ідеалів свободи і демократії та з нагоди 30-ї річниці створення Української Громадської Групи сприяння виконанню Гельсінкських угод.

## Книги
- Сутичка з тайфуном. — Нью-Йорк, Балтімор, Торонто : Українське видавництво «Смолоскип» ім. В. Симоненка, 1980.
- Моє ремесло: Поезії [Архівовано 2 жовтня 2021 у Wayback Machine.]. — Лондон : Українська Видавнича Спілка в Лондоні, 1981. — 184 с.
- Ярина з городу Хоми Черешні. — Торонто, Онтаріо : Гомін України, 1981.
- Гумористичний самвидав. — Філядельфія: Київ, 1982.
- Секрети української мови: науково-популярна розвідка з додатком словничків репресованої та занедбаної української лексики. — К. : Кобза, 1994. — 150 с. — ISBN 5-87274-051-4
- Секрети української мови. Друге видання, значно розширене. — Львів : БаК, 2009
- Пошук українського слова, або, Боротьба за національне «Я». — К. : ВЦ Академія, 2001. — 233 с. — ISBN 966-580-070-1
- До зір крізь терня, або хочу бути редактором. — Львів: БаК, 2008. — 120 с. — ISBN 966-7065-81-2
- Книга-журнал одного автора. — Львів: БаК, 2010. — 240 с. — ISBN 978-966-7065-96-6
- Звідки пішла єсть московська мова або шила в мішку не сховаєш. — Львів: БаК, 2012
- Лист до Героя пера — Марії Матіос. — Львів: БаК, 2013. — 220 с. — ISBN 978-966-2227-23-9
- Обираймо чесних президентів! - Львів: БаК, 2016. - 19 с. - ISBN 978-966-2227-40-6
- Ідіотизми сталінської ярижки у державній мові України. - Львів: БаК, 2016. - 222 с. - ISBN 978-966-2227-43-7

Словники
- «Практичний словник синонімів української мови». — К.: Кобза, 1993. — 469 с. — ISBN 5-87274-050-6
- «Російсько-український словник складної лексики». — К.: ВЦ Академія, 1998. — 709 с. — ISBN 966-580-032-9
- «Російсько-український словник складної лексики». Друге видання, доповнене й виправлене. — Львів: БаК, 2006. — XIV + 562 с. — ISBN 966-7065-60-X // (Словник видано в авторській редакції за правописом 1928 року)
- «Практичний словник синонімів української мови». Друге видання, доповнене й опрацьоване. — К.: Українська книга, 2000. — 480 с. — ISBN 966-7219-11-9
- «Словник рим української мови». — Львів: БаК, 2004. — 1027 с. — ISBN 966-7065-45-6
- «Практичний словник синонімів української мови». Третє видання, опрацьоване й значно доповнене. — Львів: БаК, 2008. — 512 с. — ISBN 966-7065-76-6
- «Практичний словник синонімів української мови». Четверте видання, опрацьоване й значно доповнене. — Львів: БаК, 2012.
- Практичний словник синонімів української мови. — П'яте видання, опрацьоване й значно доповнене. — Львів : БаК, 2014. — 544 с. — ISBN 978-966-2227-29-1.
- «Російсько-український словник складної лексики». Третє видання, доповнене й виправлене. — Львів: БаК, 2016. — 608 с. — ISBN 966-7065-37-6

## Пам'ять

Зчіпка з трьох марок «Лицарі духу. Діячі українського правозахисного руху»

- У листопаді 2020 року Укрпошта випустила зчіпку «Лицарі духу. Діячі українського правозахисного руху» з трьох марок «Михайло Горинь (1930–2013)», «Микола Руденко (1920–2004)», «Святослав Караванський (1920–2016)».  Автор — Василь Василенко. Дата випуску — 20.11.2020. Тираж — 100 000 прим.[9]